# Josef Singer Verlag
Der Josef Singer Verlag war ein Verlag in Straßburg, Leipzig und Berlin von 1896 bis 1935.

## Geschichte

### Straßburg 1896–1906
1896 gründete Josef Singer den Verlag von Josef Singer in Straßburg im Elsass und wahrscheinlich dazu auch eine Buchhandlung. Er verlegte zuerst medizinische und jüdische Literatur, 1897/98 auch einige Schriften zur Dreyfus-Affäre in Frankreich. 1902 gab er kurzzeitig die Halbmonatszeitschrift Der Stürmer. Halbmonatsschrift für künstlerische Renaissance im Elsaß der Künstlergruppe Das jüngste Elsaß heraus.

### Straßburg und Leipzig 1906–1918
Seit 1906 hatte der Verlag einen zweiten Standort in Leipzig. Seit 1907 gab es die Bezeichnung Hofbuchhandlung Josef Singer in Straßburg. In dieser Zeit wurde vor allem belletristische Literatur, unter anderen von Selma Lagerlöf, herausgegeben.

### Leipzig 1919–1926
Nachdem Straßburg 1919 zu Frankreich gekommen war, war der Verlag Josef Singer nur noch in Leipzig tätig. In den folgenden Jahren wurden vermehrt Werke von bekannten klassischen und zeitgenössischen Autoren wie Johann Wolfgang von Goethe, Ludwig Tieck, Hans Christoffel von Grimmelshausen, Gottfried Keller, Clemens Brentano, E. T. A. Hoffmann, Theodor Storm, Victor von Scheffel, Honoré de Balzac, Oscar Wilde, Anton Tschechow,  Fjodor Dostojewski und Edgar Allan Poe herausgegeben.

### Berlin 1926–1935
1926 erwarben die jüdischen Buchhändler Martin und Kurt Maschler den Verlag Josef Singer und verlegten ihn nach Berlin. Seit 1927 führte ihn Kurt Maschler allein.
1934/35 wurden die Schlesische Verlags-Anstalt und der Axel Juncker Verlag übernommen. 1935 übernahm der Carl Fr. Fleischer Verlag in Leipzig den Verlag Josef Singer, der damit sein Bestehen beendete.